# Taras Stepanenko
Taras Mykolajowytsch Stepanenko (ukrainisch Тарас Миколайович Степаненко; * 8. August 1989 in Welyka Nowosilka, Ukrainische SSR, Sowjetunion) ist ein ukrainischer Fußballspieler, der für Schachtar Donezk spielt.

## Karriere
Stepanenko begann seine Karriere bei Torpedo Saporischschja und wechselte 2006 nach weiteren Stationen im Jugendbereich zu Metalurh Saporischschja. 2010 wechselte er zu Schachtar Donezk. Bereits am sechsten Spieltag spielte er erstmals über die volle Spielzeit und kam danach regelmäßig zum Einsatz. Dreimal in Folge gewann er mit dem Verein den Pokalwettbewerb und viermal in Folge wurde er Landesmeister. International war sein größter Erfolg das Erreichen des Halbfinals der UEFA Europa League 2015/16.

## Nationalmannschaft
Am 17. November 2010 gab Stepanenko beim 2:2-Unentschieden gegen die Schweiz sein Debüt bei der ukrainischen Nationalmannschaft. Obwohl drei weitere Einsätze folgten, wurde er im Jahr darauf nicht für den Kader für die Europameisterschaft 2012 im eigenen Land berücksichtigt. Danach spielte er aber regelmäßig auch in den Qualifikationsspielen des Nationalteams und gehörte zu der Mannschaft, die 2015 in der Relegation im Rückspiel gegen Slowenien die Qualifikation für die EM 2016 in Frankreich perfekt machte. Im Juni 2016 wurde er in das EM-Aufgebot der Ukraine aufgenommen. Er war einer der Spieler, der alle drei Spiele der Gruppenphase über die volle Spielzeit bestritt. Danach schied das Team als Gruppenletzter aus.
Bei der Europameisterschaft 2021 stand er im Aufgebot der Ukraine, die im Viertelfinale gegen England ausschied.

## Erfolge
- Ukrainischer Meister: 2011, 2012, 2013, 2014
- Ukrainischer Pokalsieger: 2011, 2012, 2013, 2016
- Ukrainischer Superpokalsieger: 2010, 2012, 2013, 2014, 2015